# Fragachá (Aranga)
Fragachá (llamado oficialmente A Fraga Chá) es un lugar español situado en la parroquia de Cambás, del municipio de Aranga, en la provincia de La Coruña, Galicia.

## Demografía
| Gráfica de evolución demográfica de Fragachá entre 2000 y 2018 |
|                                                                |
| Datos según el nomenclátor publicado por el INE.               |